# Moses Sichone
Moses Sichone (ur. 31 maja 1977 w Mufulirze) – zambijski piłkarz grający na pozycji środkowego obrońcy.

## Kariera klubowa
Sichone jest wychowankiem klubu Chambishi FC. W jego barwach zadebiutował w 1993 w pierwszej lidze Zambii i w tym samym roku spadł z nim z ligi. Następny rok grał w drugiej lidze Zambii, a w 1995 roku przeszedł do pierwszoligowego Nchanga Rangers. W 1998 roku osiągnął swój pierwszy sukces w karierze – mistrzostwo Zambii.
W 1999 roku Sichone wyjechał do Niemiec i został zawodnikiem 1. FC Köln. Zaczął grać w podstawowym składzie i swoją dobrą postawą przyczynił się do wywalczenia przez zespół z Kolonii awansu do ekstraklasy Niemiec. Latem 2000 do Köln przybył jego rodak Andrew Sinkala. W Bundeslidze Sichone zadebiutował 20 sierpnia w wygranym 4:1 meczu z Eintrachtem Frankfurt. W sezonie 2000/2001 dał się poznać z ostrej gry otrzymując 8 żółtych i 2 czerwone kartki. Z Köln zajął 10. miejsce i utrzymał się w lidze, jednak w sezonie 2001/2002 przez pół sezonu leczył kontuzję i zagrał tylko w 13 meczach, a klub spadł z ligi. W drugiej lidze Sichone z kolegami grali tylko jeden sezon i już w 2003 roku świętowali awans do pierwszej ligi. W sezonie 2003/2004 Köln jednak znów spadło z ligi, a duża część piłkarzy, w tym Sichone, opuściła klub.
Latem 2004 Zambijczyk przeszedł do Alemanni Akwizgran, w której zadebiutował 9 sierpnia w meczu z Eintrachtem Frankfurt (1:1). W lidze zdobył swoje dwa pierwsze gole na niemieckich boiskach, a w sezonie 2005/2006 awansował z Alemannią do Bundesligi. W sezonie 2006/2007 nie był jednak podstawowym zawodnikiem zespołu, a z drużyną z Akwizgranu przeżył kolejną degradację w swojej karierze.
Latem 2007 Sichone podpisał kontrakt z zespołem Kickers Offenbach, do którego przeszedł na zasadzie wolnego transferu po zakończeniu kontraktu z Alemannią. W 2008 roku został zawodnikiem VfR Aalen z Regionalligi. W 2009 roku ponownie zmienił barwy klubowe i wyjechał do cypryjskiego AEP Pafos. W 2010 roku wrócił do Niemiec i został piłkarzem FC Carl Zeiss Jena. W 2011 roku zakończył karierę.
| Sezon   | Klub               | Kraj   | Rozgrywki              | Mecze | Bramki |
| ------- | ------------------ | ------ | ---------------------- | ----- | ------ |
| 1993    | Chambishi FC       | Zambia | Zambian Premier League | ?     | ?      |
| 1994    | Chambishi FC       | Zambia | Zambian First Division | ?     | ?      |
| 1995    | Nchanga Rangers    | Zambia | Zambian Premier League | ?     | ?      |
| 1996    | Nchanga Rangers    | Zambia | Zambian Premier League | ?     | ?      |
| 1997    | Nchanga Rangers    | Zambia | Zambian Premier League | ?     | ?      |
| 1998    | Nchanga Rangers    | Zambia | Zambian Premier League | ?     | ?      |
| 1999/00 | 1. FC Köln         | Niemcy | 2. Bundesliga          | 27    | 0      |
| 2000/01 | 1. FC Köln         | Niemcy | Bundesliga             | 26    | 0      |
| 2001/02 | 1. FC Köln         | Niemcy | Bundesliga             | 13    | 0      |
| 2002/03 | 1. FC Köln         | Niemcy | 2. Bundesliga          | 25    | 0      |
| 2003/04 | 1. FC Köln         | Niemcy | Bundesliga             | 23    | 0      |
| 2004/05 | Alemannia Aachen   | Niemcy | 2. Bundesliga          | 33    | 2      |
| 2005/06 | Alemannia Aachen   | Niemcy | 2. Bundesliga          | 22    | 0      |
| 2006/07 | Alemannia Aachen   | Niemcy | Bundesliga             | 21    | 1      |
| 2007/08 | Kickers Offenbach  | Niemcy | 2. Bundesliga          | 19    | 3      |
| 2008/09 | VfR Aalen          | Niemcy | Regionalliga           | 21    | 0      |
| 2009/10 | AEP Pafos          | Cypr   | Division A             | 24    | 2      |
| 2010/11 | FC Carl Zeiss Jena | Niemcy | 3. Liga                |       |        |

## Kariera reprezentacyjna
W reprezentacji Zambii Sichone zadebiutował w 1998 roku. Od tego czasu jest zawodnikiem wyjściowej jedenastki, a największy do tej pory sukces to start w Pucharze Narodów Afryki 1998 (3. miejsce w grupie), Pucharze Narodów Afryki 2000 (3. miejsce w grupie) oraz Pucharze Narodów Afryki 2002 (4. miejsce w grupie).